# Borgoña (miniserie)
Borgoña es una miniserie histórica de MR Film, en una coproducción austriaco-alemana estrenada en 2017. Consta de tres partes, dirigida por Andreas Prochaska, y emitida por primera vez en ORF el 1, 2 y 3 de marzo de 2017. El 30 de enero de 2017, se presentó en el cine Urania de Viena. En la televisión alemana, la trilogía se estrenó en ZDF el 1, 2 y 3 de octubre del mismo año.  
Después de que el duque Carlos «el Temerario» muriera en una emboscada, su hija María de Borgoña se ve envuelta en una peligrosa lucha por el poder entre el Reino de Francia y el Sacro Imperio Romano Germánico. Mientras el rey Luis XI busca forzar el matrimonio entre María y su hijo Carlos VIII, el emperador Federico III propone a su hijo, Maximiliano de Habsburgo, como pretendiente. Para proteger su independencia y conservar su herencia, María deberá decidir con rapidez. La serie está protagonizada por Christa Theret en el papel de María de Borgoña y Jannis Niewöhner como Maximiliano I. 

## Sinopsis

### Primera parte
Prólogo: «En el siglo XV, el emperador Federico III gobierna en el Sacro Imperio Romano Germánico. Desde el oeste, Luis XI, rey de Francia, aspira a la supremacía de Europa. Entre Francia y Austria, Carlos «el Temerario» ha extendido el ducado de Borgoña hasta los Países Bajos. Es el príncipe más rico y poderoso de Europa, pero durante el asedio de Nancy su fortuna en la guerra lo abandona.»
Tras la muerte de su padre en 1477, tanto el rey de Francia como los burgueses de Gante ejercen presión sobre María. El emperador Federico III también interviene en este juego político, ya que necesita los fondos para contener la lucha contra los turcos y los húngaros. Además, su imperio se ve amenazado por los franceses en el oeste. Su hijo Maximiliano debe recordarle a María la promesa de matrimonio que Carlos I y Federico III hicieron en el momento de nacer sus hijos, y pedir su mano. 
Mientras tanto, María intenta gobernar por sí sola, lo que provoca la oposición de Francia, ya que consideran que una mujer no debería ocupar tal cargo. El rey Luis XI está firmemente decidido a casar a María con su hijo Carlos VIII, de apenas nueve años, para asegurarse el control sobre la rica Borgoña. Francia maniobra con astucia buscando influir sobre los burgueses adinerados simpatizantes con el ducado de Borgoña, instigándolos a exigir que María les permita participar en la elección de quién será su futuro esposo. Sin embargo, María escribe una carta a Maximiliano y envía a su dama de confianza, Johanna de Halluin, a Wiener Neustadt, en la región oriental del imperio, para que conozca al joven al cual María considera un bárbaro. Johanna solo puede traerle impresiones muy positivas sobre él, quedando, a su vez, profundamente cautivada por Wolfgang von Polheim, escudero y amigo de Maximiliano, a quien conoce durante su visita. Maximiliano, por su parte, queda conmovido por la belleza de María, que ve reflejada en su retrato, y cree que su destino es apoyarla convencido de que casarse con ella le traerá la felicidad, a pesar de que al principio se oponía a un matrimonio motivado por intereses políticos. Así pues, parte hacia Gante. Sin embargo, el rey Luis XI está decidido a impedir que Maximiliano llegue a su destino. 

### Segunda parte
Maximiliano emprende su camino acompañado de un gran séquito. Su viaje está financiado por el acaudalado comerciante Ulrich Fugger quien, a cambio, espera obtener lucrativos negocios en Borgoña. Mientras tanto, la presión sobre María aumenta cada vez más: las tropas de Luis XI saquean y arrasan el país. Por otro lado, Jan van Coppenhole y el Gran Consejo de ricos burgueses, la someten a una creciente coacción. Una noche, María mata a uno de ellos, Adolfo de Egmond,  cuando intentó violarla. Con la ayuda de Johanna y de su madrastra Margarita de York, se deshacen del cadáver. 
Sin ser consciente, Maximiliano atraviesa una región asolada por la peste y estuvo a punto de sucumbir ante la enfermedad, de no ser porque su amigo Polheim acudió en su ayuda. Por desgracia, se contagia y pasaría un largo periodo en estado de delirio. Cuando la corte francesa se entera, la noticia provoca gran entusiasmo. Poco después, los hombres de confianza de María, el canciller Guillermo Hugonet y Guy de Brimeu, son acusados de alta traición ante el Gran Consejo. María, desesperada, accede a casarse con el príncipe Carlos VIII pero, se da cuenta demasiado tarde de que su promesa ha sido en vano, ya que ambos hombres serían ejecutados igualmente. Una vez más, la duquesa, que ha sido detenida, consigue enviar una carta desesperada a Maximiliano a través de su dama de confianza Johanna. 
Una vez recuperado, Maximiliano comprende de inmediato la grave situación en la que se encuentra María. Sin embargo, al estar retenido en Colonia hasta que pague los gastos ocasionados por sus tropas, envía a su amigo Polheim a Gante junto con Johanna para que celebre el matrimonio en su nombre. Polheim llega justo a tiempo para evitar que María se reúna con Carlos VIII en la frontera y contrae matrimonio con ella en representación de Maximiliano. Poco después de la ceremonia nupcial, se produce un sangriento incidente en el que el enviado francés Philippe de Commines acude para llevarse a María y Polheim le corta la mano con la espada a otro diplomático, actuando en el nombre de Maximiliano. 
Cuando Maximiliano llega a la corte, tanto los ciudadanos de Borgoña como los cortesanos le reciben con desconfianza. María, por su parte, le aguarda con porte serio y una gran belleza. Esa misma noche, el escudero Bertram, instigado por Olivier le Daim, intenta asesinar a Maximiliano. Sin embargo, la pareja ya había tomado precauciones para el ataque y deciden, desde ese momento, combatir a Francia con determinación. 

### Tercera parte
Durante un banquete, Maximiliano logra convencer a sus nuevos súbditos de que es sincero y también se preocupa por su bienestar. Esa noche, María y Maximiliano se acercan emocionalmente y comienza a surgir el amor entre ellos. 
Maximiliano consigue que Ulrich Fugger le proporcione apoyo financiero para la guerra contra Francia. Sin embargo, no sabe que el Señor de Halluin, movido por los celos hacia Wolfgang von Polheim, ha urdido una conspiración que fuerza a Maximiliano a enfrentarse a una difícil decisión, dictada por las estrictas leyes de Borgoña: debe autorizar una mutilación a Johanna como castigo. Para protegerla, Wolfgang asume toda la responsabilidad. Ante esta situación, Maximiliano se ve obligado a condenar a su amigo y, en un intento por salvar su honor, decide enviarlo al frente más peligroso de la guerra, donde su más que probable muerte servirá para expiar la culpa ante la corte borgoñona. 
Pasan los meses y nace el primer hijo de María y Maximiliano. Se había extendido el rumor de que se trataba de una niña, por lo que la pareja se ve obligada a presentar públicamente a su hijo. Durante los festejos, Olivier le Daim apuñala a Maximiliano en las costillas en un momento de distracción pero, afortunadamente, este sobrevive al atentado. Ante su fracaso, Olivier y Philippe de Commines le confiesan su error al rey Luis XI quien, presa de la ira, sufre un nuevo derrame cerebral que le causa la muerte. 
En la batalla que se avecina, Maximiliano se enfrenta a la imagen de su sueño al enfrentarse cara a cara con el joven Carlos VIII. A su lado combate Polheim, quien logra matar al Señor de Halluin. La batalla se decide en apenas tres días y Carlos VIII huye. Maximiliano regresa junto a su esposa María, que está nuevamente embarazada. Además, Polheim y Johanna se reúnen de nuevo. 
Transcurren los años hasta que, en 1482, María muere a causa de un accidente a caballo. 
Epílogo:  «Maximiliano siguió luchando durante años contra los ciudadanos de Flandes y contra Francia, hasta lograr asegurar la herencia borgoñona. En 1507 fue nombrado emperador del Sacro Imperio Romano Germánico, sentando las bases de un imperio en el que nunca se ponía el sol. Sin embargo, no volvió a ser feliz en el amor.»

## Producción y estreno
El rodaje tuvo lugar entre el otoño y el invierno de 2015 en Viena, Baja Austria, Estiria, Hungría, la República Checa y Bélgica.  Se filmó en 60 castillos y fortalezas; entre los lugares de rodaje se encuentran la abadía de Zwettl, el castillo Rosenburg, los castillos de Rappottenstein y Kreuzenstein, el de Franzensburg en Laxenburg, así como la Iglesia Votiva de Viena, el Sacré Coeur de Pressbaum, las ruinas del castillo de Dobra y el castillo de Grafenegg. En el rodaje participaron 3 000 extras, 550 caballos, 800 trajes de época y 100 armaduras.
La miniserie, basada en la obra del autor alemán Peter Prange, contó con la financiación del Fondo Cinematográfico de Viena, el Fondo Austriaco de Televisión y el estado federado de Baja Austria. También participaron la ORF y la ZDF. Fue producida por MR Film y Beta-Film. Michaela Ronzoni y Julia Sengstschmid se encargaron de la investigación histórica y la concepción general. Dietmar Zuson fue el responsable del sonido, Thomas Oláh del diseño de vestuario y Bertram Reiter de la escenografía. El presupuesto fue de 15,5 millones de euros. Se dividió en tres partes y fue publicada el 4 de octubre de 2017 en DVD y Blu-ray por polyband Medien.
En 2018, además, la empresa estadounidense de televisión de pago Starz adquirió los derechos de emisión de la producción.

## Doblaje
El doblaje al alemán de los actores franceses fue realizado por la empresa de doblaje Neue Tonfilm München. La dirección de diálogo estuvo a cargo de Andreas Prochaska y Clemens Frohmann. Marina Rehm y Clemens Frohmann realizaron el guion del diálogo; Franziska Striebeck hizo el reparto de voces; Benedikt Mühle se encargó del sonido y Claudia Enzmann de la edición de corte.
| Papel                    | Actor/actriz original | Actor/actriz de doblaje |
| ------------------------ | --------------------- | ----------------------- |
| María de Borgoña         | Christa Theret        | Sophie Rogall           |
| Margarita de York        | Alix Poisson          | Carin C. Tietze         |
| Philippe de Commines     | Nicolas Wanczycki     | Torben Liebrecht        |
| Olivier de la Marche     | Raphaël Lenglet       | Patrick Schröder        |
| Olivier le Daim          | Thierry Pietra        | Matthias Kupfer         |
| Luis XI de Francia       | Jean-Hugues Anglade   | Martin Umbach           |
| Carlos VIII de Francia   | Max Baissette         | Angelo Ciletti          |
| Carlota de Saboya        | Sylvie Testud         | Alexandra Mink          |
| Guy de Brimeu            | Yvon Back             | Thomas Wenke            |
| Guillermo Hugonet        | André Penvern         | Erich Ludwig            |
| Ana de Francia           | Caroline Godard       | Leslie-Vanessa Lill     |
| Juana de Valois          | Mélusine Mayance      | Laura Jenni             |
| Médico de la peste negra | Christian Strasser    | Walter von Hauff        |

## Recepción

### Crítica
DerStandard.at escribió: «El director Andreas Prochaska ha creado, a partir de un guion de Martin Ambrosch, un espectáculo de cuatro horas y media que está a la altura de las expectativas. Con un gran sentido de la atmósfera, un reparto de actores excelente y escenarios impresionantes, se construye el retrato de una época en la que «el juego del poder y el amor» –como indica el subtítulo— tuvo consecuencias de gran alcance». Según DerStandard, «Borgoña logra liberarse de las convenciones visuales y narrativas obsoletas de la televisión pública centroeuropea, y se eleva –gracias a la tensión cuidadosamente construida en el guion, la estética impactante de la dirección de fotografía de Thomas Kiennast y una historia que avanza implacable hacia su clímax– a la élite de la ficción seriada, sin parecer en ningún momento un Juego de Tronos de bajo presupuesto».
La Tiroler Tageszeitung opinó que lo peor de Borgoña es su subtítulo, ya que recuerda a Canción de hielo y fuego: «La saga sobre el último caballero, narrada con gran amor por el detalle histórico, ofrece arcos de tensión cuidadosamente orquestados, un despliegue visual notable –que la cámara de Thomas Kiennast envuelve con orgullo– y diálogos que confían en que no toda emoción, posible o imposible necesita ser verbalizada».
Die Presse calificó la serie como «una historia de amor romantizada, aderezada con intrigas» y opinó que se trata de «una miniserie histórica en tres partes que merece la pena ver, gracias también al excelente reparto».
La Neue Zürcher Zeitung fue más crítica y señaló que los creadores «cayeron en la trampa de introducir con torpeza temas de actualidad política, en lugar de dejar que el espectador piense por sí mismo». El medio destacó una escena en la que María de Borgoña, refiriéndose a la acogida de refugiados, repite las palabras de Angela Merkel: «¡Lo lograremos!». Según el artículo, el espectador experimenta de golpe «la incómoda sensación de que este drama histórico se está utilizando como vehículo de un mensaje político».
Por su parte, la Süddeutsche Zeitung escribió que el drama épico se recrea en las típicas caballerosidades medievales: «Comer bien, oler mal, descuartizar, asesinar a traición, envenenar, decapitar, a veces bañarse y, al final –porque todo debe acabar bonito y aún mejor–, celebrar una fastuosa boda.» El veredicto fue contundente: «... salvo que uno ya esté en la cama con el cerebro apagado, este culebrón histórico resulta difícilmente soportable».
Frankfurter Allgemeine Zeitung calificó la miniserie como «una telenovela» y una «comedia de disfraces cargada de sentimentalismo». Según este medio, el problema central de la producción es que «su opulencia está completamente anclada en lo emocional». Además, consideró que los diálogos «tienen un nivel de originalidad comparable al de las frases de las galletas de la fortuna».
Por el contrario, Kino.de ofreció una valoración muy positiva para la serie. Describió la producción como «excelente televisión histórica con múltiples conexiones con la actualidad». Añadió que Hollywood «probablemente habría contado la historia del último caballero Maximiliano de distinta forma», pero que esta versión es «muy europea, no por ello menos interesante». Aunque los actores «no son estrellas internacionales», el medio los consideró «mucho más atractivos que muchos rostros de Hollywood». La miniserie, señaló el portal, está tomada de forma artística y cumple con los estándares. La «calidad excepcional» está garantizada por sus dos principales responsables: Martin Ambrosch y Andreas Prochaska. La historia «sin duda merece ser contada» y, gracias a su realización, esta miniserie es todo un acontecimiento. También destacó la fotografía, que calificó de «artística y de altísimo nivel». En este sentido, subrayó que el director de fotografía, Thomas Kiennast, aparentemente prescindió de utilizar luz artificial, lo que confiere al filme una estética que «hace que muchas escenas parezcan cuadros» y le da «una atmósfera muy especial». Según el portal, los responsables clave, antes nombrados, garantizan una «calidad sobresaliente». En su opinión, la historia «merece, sin duda, ser contada» y el resultado convierte al proyecto en «un auténtico acontecimiento». Ya desde los créditos iniciales y la potente música se anuncia «gran televisión». Por su parte, la interpretación fue valorada positivamente: Christa Theret da vida a la duquesa como una mujer moderna, con una sutil ironía y simpática; mientras que Jannis Niewöhner encarna a Maximiliano como un caballero sin miedo ni tacha, pero con los matices necesarios para que el espectador entienda por qué María termina enamorándose de él.
Oliver Armknecht, en Filmrezensionen.de, se situó en un término medio y otorgó 6 puntos sobre 10 a la miniserie. Afirmó que «la producción es bastante emocionante y bien realizada, aunque en ocasiones se acerca demasiado al terreno de la telenovela y resulta de todo menos sutil».

### Audiencia
La primera parte tuvo una audiencia de 739 000 espectadores cuando se emitió por primera vez en la ORF, lo que correspondía a una cuota de mercado del 25 %. De media, 761 000 espectadores vieron las tres partes en la ORF cuando se emitieron por primera vez.
| Partes     | Primera emisión en Austria (ORF) | Espectadores en Austria | Primera emisión en Alemania (ZDF) | Espectadores en Alemania |
| ---------- | -------------------------------- | ----------------------- | --------------------------------- | ------------------------ |
| 1          | 1 de marzo de 2017               | 739 000                 | 1 de octubre de 2017              | 2 360 000                |
| 2          | 2 de marzo de 2017               | 788 000                 | 2 de octubre de 2017              | 2 460 000                |
| 3          | 3 de marzo de 2017               | 755 000                 | 3 de octubre de 2017              | 2 280 000                |
| Documental | 3 de marzo de 2017               | 532 000                 |                                   |                          |

## Premios y Nominaciones
- 2017: Prix Europa – Nominación en la categoría «Ficción televisiva»[25]

- 2017: Premios Bambi 2017 – Nominación en la categoría «Actor Nacional» de Jannis Niewöhner [26]

- 2018: Premios Romy 2018: – Premio en la categoría de «Mejor Película para Televisión», nominación en la categoría «Mejor Dirección de Fotografía para Telefilmes» [27]

## Contexto histórico
María de Borgoña (en francés Marie de Bourgogne; 1457-1482) fue la única hija y, por tanto, heredera del duque Carlos I de Borgoña. Tras la muerte de su padre en la batalla de Nancy, María se convirtió en duquesa de Borgoña y tuvo que disputarse los derechos al ducado frente a las pretensiones del rey Luis XI de Francia, que reclamaba los territorios borgoñones como parte del dominio real. Para consolidar su posición política y territorial, se casó en 1477 con el archiduque Maximiliano de Austria. Gracias a este matrimonio, Maximiliano asumió el título de duque de Borgoña iure uxoris (por derecho de su esposa) y reivindicó así sus derechos dinásticos sobre los dominios de Carlos «el Temerario». De esta unión nacieron: el heredero Felipe «el Hermoso» (1478), Margarita de Austria (1480) y en 1481 nacería un vástago que murió pocos meses después de su nacimiento. María, considerada una de las mujeres más bellas de su tiempo, murió a los 25 años a consecuencia de las heridas sufridas en una caída a caballo. Se dice que Maximiliano nunca superó la muerte de su esposa. 
Maximiliano I de Habsburgo (1459-1519), heredero de la Casa de Habsburgo, conocido como «el Último Caballero» fue heredero de Borgoña desde 1477, Rey de romanos desde 1486, archiduque de Austria desde 1493 y emperador del Sacro Imperio Romano Germánico desde 1508. Fue el hijo del emperador Federico III de Habsburgo y de su esposa Leonor de Portugal y Aragón. En 1494 se casó en segundas nupcias con Bianca María Sforza, aunque esta jugó un papel secundario en su vida. 

## Diferencias históricas
A diferencia de la mayoría de las series televisivas de los últimos años, Borgoña no cuenta con estricta fidelidad o haciendo énfasis en una investigación histórica intensiva. Así, por ejemplo, el director Andreas Prochaska explicó en una entrevista: 
«... la figura de Maximiliano que me encontré durante mi investigación es emocionante. Para mí, su historia es también un relato de madurez de un monarca. En ciertos modos decidí de forma deliberada no investigar e intenté centrarme solo en los guiones, porque demasiado conocimiento factual entorpece la dramaturgia».
Por lo tanto, queda abierto el debate sobre si la mayor parte de la exageración histórica se debe a consideraciones dramatúrgicas, a una pericia defectuosa o a otras causas. A continuación, solo se enumeran las inexactitudes en las que se han modificado drásticamente los hechos históricos documentados y, por tanto, se ha «falsificado» la historia o el trasfondo histórico. 
- En la serie, el rey Luis XI muere antes de la batalla de Guinegate (1479). En realidad, el monarca falleció en 1483, por lo que no solo vivió esta contienda, sino también la muerte de María en 1482.
- En la ficción, el matrimonio entre María y Maximiliano es visto como una salida de emergencia para ambos; en principio, ninguno de los dos desea esta unión. Además, Maximiliano descubre por boca de su padre que él y María fueron prometidos en matrimonio por sus padres desde su nacimiento. No hay fuentes históricas al respecto. En realidad, la unión de ambos fue el resultado de varios años de negociaciones intermitentes. A la muerte del duque Carlos, ya había una posible fecha para el casamiento y se habían eliminado los obstáculos para dicho enlace, como la relación de consanguinidad entre los cónyuges, lo que requería una dispensa papal. Todo hace pensar que, en última instancia, no hay fuentes históricas que indiquen que María quisiera gobernar por su cuenta, ya que siguió la política planteada por su padre y este puedo ser el motivo por el que todos los Estados Generales aprobaran su matrimonio con Maximiliano. [29]
- Las intrigas del conde Adolfo de Egmond contra la joven María, así como la muerte de este en la alcoba de la duquesa son totalmente ficticios. Del mismo modo, el conflicto entre Maximiliano y Jan van Coppenhole junto con los consejeros flamencos ocurrió una década después de la muerte de María de Borgoña.
- En la serie, el emperador Federico III quiere casar a su hija Cunegunda con el rey húngaro Matías Corvino, algo que no sucede dado que este elige a otra mujer. Esto no concuerda con las fuentes contrastadas. Sin embargo, parece que el monarca intentó casarse con la hija del emperador en 1460, cuando ella todavía era una niña, pero la negociación fracasó debido a la oposición del emperador.[30]
- En la serie se transmite la idea de que el ducado de Borgoña, sobre el que María desea gobernar, es un feudo de la corona francesa. Nada más lejos de la realidad, puesto que el conjunto de territorios no se limitaba únicamente a Borgoña, sino que incluiría otros ducados, condados y señoríos como Brabante, Flandes, Luxemburgo, Holanda, Zelanda, Henao, entre otros. La mayor parte de estos eran feudos del Sacro Imperio Romano Germánico. Tras la muerte de Carlos «el Temerario» y ante la falta de un heredero varón, el emperador habría podido confiscar la parte de la herencia borgoñona que le pertenecía al imperio como feudo imperial y luego concederla de nuevo o pignorarla. Tal medida no solo le habría proporcionado beneficios económicos, sino también la posibilidad de disolver el complejo territorial de Carlos «el Temerario» entre sus predecesores, incluyendo varios príncipes, estados imperiales u otros aliados. Que el emperador desestimara esta opción se debe a que tanto él como su dinastía se beneficiaban de María como única heredera. En cambio, en la serie, da la sensación de que el emperador no tiene ninguna alternativa que oponer al rey francés, aparte del proyecto matrimonial, y que este matrimonio solo es un golpe de efecto a corto plazo que le permita recaudar fondos. Sin embargo, esto no solo simplifica la situación política real, sino que la tergiversa profundamente.
- En la serie, tras la muerte del padre de María, Maximiliano logra impedir in extremis el matrimonio de Carlos VIII con la duquesa mediante una estratagema: envía a su amigo Wolf a los Países Bajos, donde este se casa per procurationem (por poderes) con María justo antes de que ella parta hacia Francia. En realidad, el matrimonio por poderes entre María y Maximiliano ya se había celebrado en abril de 1477, antes de que Maximiliano emprendiera el viaje para encontrarse con la duquesa. Además, los matrimonios por poderes datan de la Baja Edad Media hasta principios del siglo XIX sobre todo entre la alta nobleza. Y para la disolución de un enlace llevado a cabo en tales circunstancias se requería o bien de una intervención por parte de la Iglesia o una dispensa papal. Desde luego, esto no habría funcionado en tiempos de Maximiliano. Además, hay numerosos pormenores. Por ejemplo, el rey francés Luis XI y su hija Juana, cuando se trata de su enlace, se le muestra como un padre cariñoso cuando en realidad es probable que sintiera muy poco afecto por ella.[31]
- Así mismo, la serie sitúa la muerte del hijo pequeño de Luis XI, Francisco, después de la muerte de Carlos «el Temerario» cuando, en realidad, el niño falleció en 1473. Otra invención sin fundamento histórico es la escena en la que el emperador Federico, por motivos económicos, le da una puñalada por la espalda a su hijo Maximiliano durante su enfermedad. No hay fuentes históricas confiables que indiquen tal conflicto, aunque la inspiración para esta idea podría provenir de la literatura secundaria popular o de estudios científicos con visión anti-Habsburgo del siglo XIX, los cuales han sido refutados desde finales del siglo XX.[32]

## Documental
Tras la emisión de la tercera parte, la ORF presentó el documental Maximilian – Der Brautzug zur Macht dirigido por Manfred Corrine. Fue producido por ORF, MR Film, ZDF y financiado por el Fondo Austriaco de Televisión, Arte y el Ministerio Federal de Educación. Fragmentos de este y otras películas son complementados con declaraciones de historiadores que proporcionan información de contexto sobre la época y explican el trasfondo histórico de forma global. A diferencia de la serie, el documental abarca toda la vida de Maximiliano, desde 1459 hasta 1519.
En escenas dramatizadas, Maximiliano repasa su vida a través de una conversación con su hija Margarita. Johannes Silberschneider interpreta a Maximiliano y Marie-Christine Friedrich a Margarita. En este documental participan los historiadores Manfred Holleger, Sigrid-Maria Größnig, Dietmar Heil (Ratisbona) y Bertrand Schnerb (Lille), con Cornelius Obonya como narrador en off. 
El documental fue emitido el 19 de agosto de 2017 en el canal Arte bajo el título Liebe, Geld und Macht – Maximilian I.